# Хорхе Сепульведа

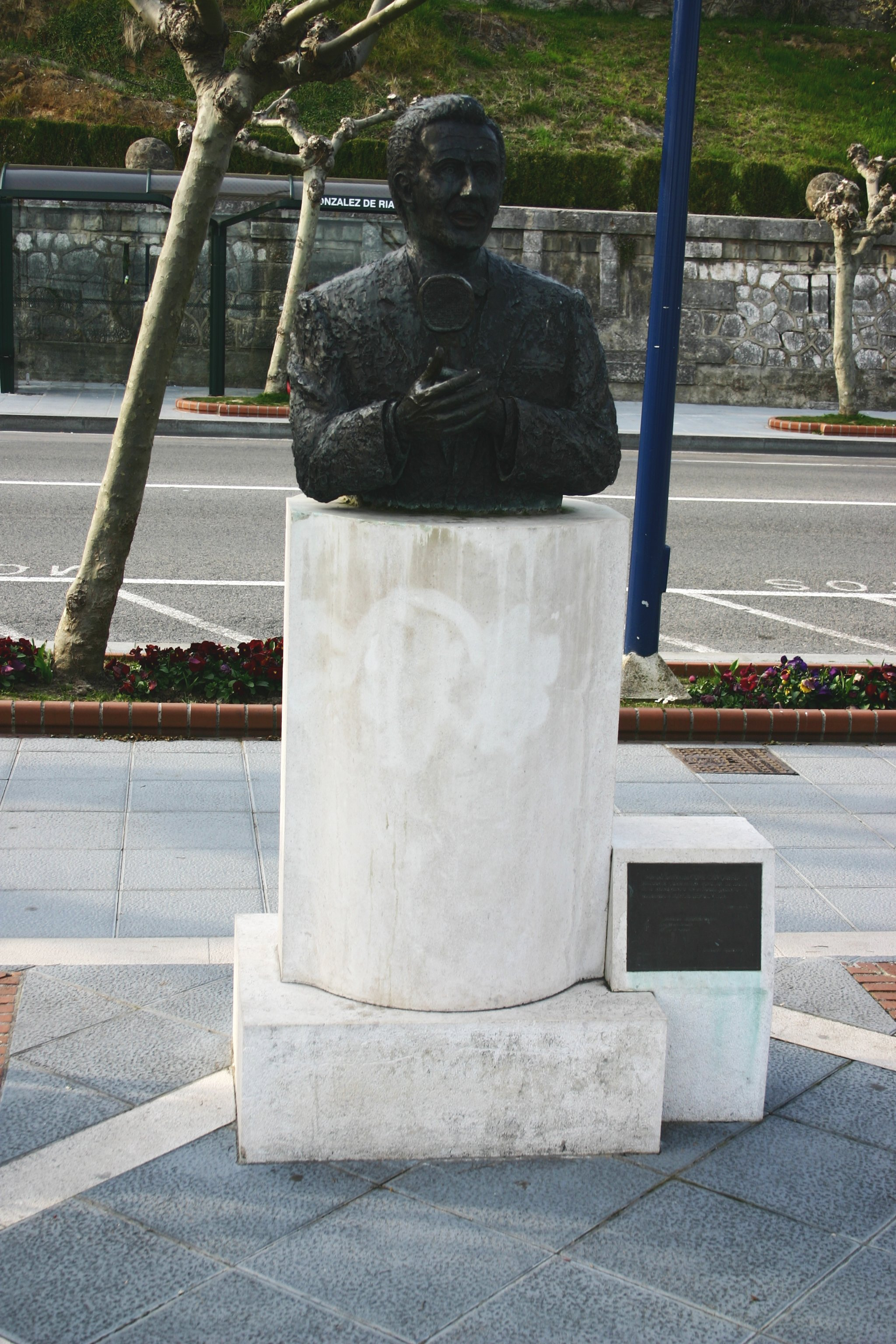
Пам'ятник Хорхе Сепульведа в Сантандері.

Хорхе Сепульведа (Jorge Sepúlveda), сценічне ім'я Луїса Санчо Монлеона (Luis Sancho Monleón, Валенсія, 8 грудня 1917 — Пальма-де-Майорка, 16 червня 1983) — іспанський виконавець болеро та пасодоблів.

## Біографія
Луїс Санчо Монлеон народився на Пласа-де-лос-Есколапіос у Старому місті Валенсії. Під час громадянської війни отримав звання сержанта Народної армії республіки. Його було поранено в ліву руку, після чого три пальці втратили рухливість. Після інтернування в концентраційному таборі Альбатера в 1941 році він працював бухгалтером, поїхав до Сарагоси, щоб спробувати себе як співак, а звідти до Мадрида, де почав артистичну кар'єру в Сала Касабланка 1942 року.
Він почав записувати платівки, і його пісні стали популярними на радіо, у пісенних програмах, які тоді були дуже популярними, коли наживо виступали оркестри та артисти.
Зеніт його популярності припав на його болеро в 1940-х і 1950-х роках, під час яких він подорожував до Аргентини та Куби. «Корунья», написана Едуардо Гарсіа Бейтією та самим Сепульведою, "Милостиня кохання ", chotis Monísima від автора Вісенте Марі Бас Ларедо, Море і ти, Марія Долорес, написана Якобо Морсілло Уседа, Під небом Пальми, болеро Два хрести Кармело Ларреа, Campanitas de la aldea del автора Фернандо Гарсія дель Валь, Мій паперовий будинок автора Літо , Яка прекрасна Барселона, Я хочу взяти твоє кохання зі мною, Ніч, коли я зустрів тебе, пасодобль Тричі прекрасні автора Вісенте Марі Бас Ларедо , Monasterio de Santa Версія Clara від італійського Monasteriu'e Santa Chiara, Santa Cruz і Malvarrosa, написані Фернандо Гарсіа Морсілло , або Sombra de Rebeca авторів Дж. Серраканта та Мануеля Саліни . Його хітами були Mirando al mar авторів Сесара де Аро та Маріано Гарсіа Гонсалеса та знамените болеро Santander, яке він написав у співавторстві з Енріке Пейро.
У середині 1960-х років болеро більше не мали минулої популярности серед іспанців. Однак, Хорхе все одно лишається популярним, разом із Сарою Монтіель і Бонет де Сан-Педро. Поки в 1970-х роках TVE не випустив програму Tarde para todos, у якій вони заспівали свої старі хіти, повернулися на сцену та перевидали свої записи.
Помер у Пальма-де-Майорка 1983 року. За власним бажанням, його було кремовано й поховано в братській могилі № 7 кладовища Пальма-де-Майорка.
Ім'я Хорхе носяьт вулиці в Пальма-де-Майорка та в Сантандері. 2018 року Карлос Аревало опублікував біографію « Хосе Сепульведа: голос ностальгії».